# جوان ليند
جوان ليند (بالإنجليزية: Joan Lind)‏ هي مجدفة أمريكية، ولدت في 26 سبتمبر 1952 في لونغ بيتش في الولايات المتحدة، وتوفي بنفس المكان في 28 أغسطس 2015.

## وصلات خارجية
- جوان ليند على موقع الاتحاد الدولي للتجديف (الإنجليزية)
- جوان ليند على موقع اللجنة الأولمبية الدولية (الإنجليزية)
- جوان ليند على موقع أوليمبيديا (الإنجليزية)